# Puszcza Radomska
Puszcza Radomska – w średniowieczu puszcza ograniczona rzekami Pilicą (od północy), Wisłą (od wschodu), Iłżanką (od południa) i Szabasówką (od zachodu).
Była królewszczyzną należącą do kasztelanii radomskiej. W jej skład wchodziła obecna Puszcza Kozienicka i Puszcza Stromecka. Według wielu źródeł w Puszczy Radomskiej często bywał król Władysław II Jagiełło, spędzając czas na polowaniach.